# Sarny Małe
Sarny Małe (niem. Klein Sarne) – wieś w Polsce położona w województwie opolskim, w powiecie brzeskim, w gminie Lewin Brzeski.
W latach 1975–1998 miejscowość administracyjnie należała do ówczesnego województwa opolskiego.

## Historia
O 1776 r. wieś posiadała pieczęć gminną, na której wizerunku przedstawiono pług zwrócony w prawo, nad nim cztery ptaki w locie.